# Łuparewe
Łuparewe (ukr. Лупареве) – wieś na Ukrainie, w obwodzie mikołajowskim, w rejonie mikołajowskim. W 2001 liczyła 1268 mieszkańców, wśród których 1198 jako ojczysty język wskazało ukraiński, 62 rosyjski, 1 bułgarski, 4 ormiański, a 3 inny.